# Метрополітен Гуанчжоу
Метрополітен Гуанчжоу (кит.: 广州地铁) — система ліній метро в місті Гуанчжоу, Гуандун, КНР. До системи входить також повністю інтегрована в метрополітен Гуанчжоу лінія Фошаньського метро. В системі використовується стандартна ширина колії. Переважна більшість станцій обладнана захисними дверима що відділяють платформу від потягів метро.

## Історія
Ідея будівництва метро в Гуанчжоу виникла в середині 1960-х, але через фінансові та технічні ускладнення до проектування взялися лише наприкінці 80-х. Будівництво метрополітену почалося 28 грудня 1993 року, початкова ділянка відкрита у 1997 році складалася з 5 станцій та 5,4 км.

## Лінії
В системі використовується різний спосіб живлення потягів. На більшості ліній потяги живляться від контактної мережі, на п'яти лініях від контактної рейки.

Хронологія розвитку системи

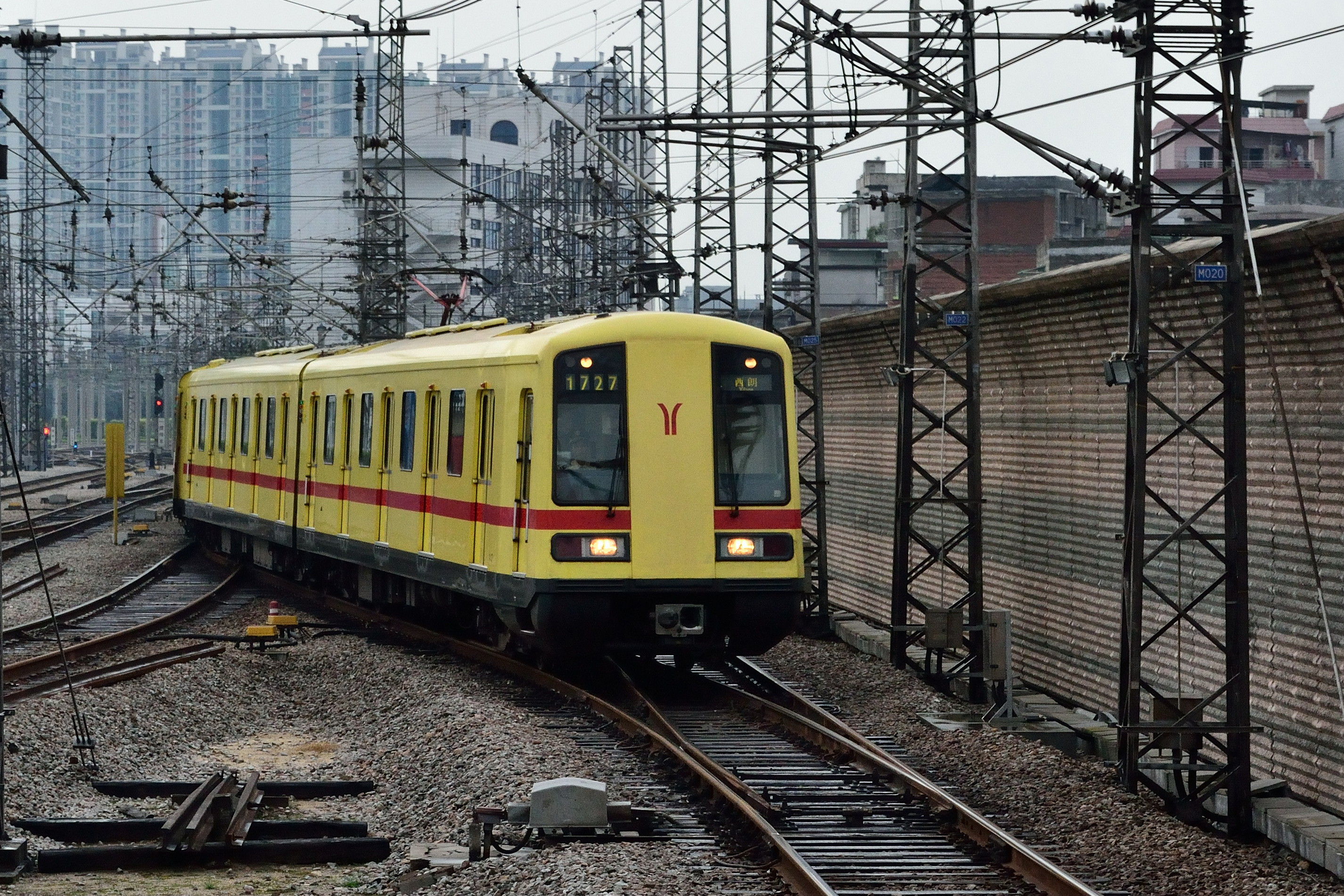
Потяг на Лінії 1

| №        | Дата відкриття   | Останнє продовження | Кількість станцій | Кінцеві станції                                                        | Довжина в км | Кількість підземних станцій | Спосіб живлення  |
| -------- | ---------------- | ------------------- | ----------------- | ---------------------------------------------------------------------- | ------------ | --------------------------- | ---------------- |
| (1)      | 28 червня 1997   | 1999                | 16                | «Xilang»—«Guangzhou East railway station»                              | 18,5         | 14                          | Контактна мережа |
| (1)      | 29 грудня 2002   | 2010                | 24                | «Guangzhou South railway station»—«Jiahewanggang»                      | 31,4         | 24                          | Контактна мережа |
| (1)      | 26 грудня 2005   | 2017                | 30                | «Panyu Square»—«Tianhe Coach Terminal», «Tiyu Xilu»—«Airport South»    | 68,5         | 30                          | Контактна мережа |
| (1)      | 26 грудня 2005   | 2017                | 23                | «Nansha Passenger Port»—«Huangcun»                                     | 60           | 14                          | Контактна рейка  |
| (1)      | 28 грудня 2009   | —                   | 24                | «Jiaokou»—«Wenchong»                                                   | 31,9         | 22                          | Контактна рейка  |
| (1)      | 28 грудня 2013   | 2017                | 32                | «Xunfenggang»—«Xiangxue»                                               | 41,7         | 29                          | Контактна рейка  |
| (1)      | 28 грудня 2016   | —                   | 9                 | «Guangzhou South railway station»—«Higher Education Mega Center South» | 18,6         | 9                           | Контактна мережа |
| (1)      | 28 червня 2003   | 2010                | 13                | «Fenghuang Xincun»—«Wanshengwei»                                       | 14,8         | 13                          | Контактна мережа |
| (1)      | 28 грудня 2017   | —                   | 10                | «Fei'eling»—«Gaozeng»                                                  | 19,2         | 10                          | Контактна мережа |
| Лінія 13 | 28 грудня 2017   | —                   | 11                | «Yuzhu»—«Xinsha»                                                       | 25,6         | 11                          | Контактна мережа |
| Лінія 14 | 28 грудня 2017   | 28 грудня 2018      | 22                | «Xinhe»—«Zhenlong» «Jiahewanggang»—«Dongfeng»                          | 75,4         | 9                           | Контактна рейка  |
| Лінія 21 | 28 грудня 2018   | —                   | 9                 | «Zhenlongxi»—«Zengcheng Square»                                        | 26           | 7                           | Контактна рейка  |
| (1)      | 8 листопада 2010 | 2011                | 9                 | «Canton Tower»—«Linhexi»                                               | 3,9          | 9                           | Контактна рейка  |
| (1)      | 3 листопада 2010 | 2016                | 22                | «Xincheng Dong»—«Yangang»                                              | 34,4         | 22                          | Контактна мережа |

- Потяги Лінії «АРМ» рухаються в автоматичному режимі, без допомоги машиністів.

## Розвиток
На квітень 2019 року в місті будуються розширення діючіх ліній та 4 нових лінії.
- Лінія 12 — 25 станцій та 37,6 км
- Лінія 11 — повністю підземна кільцева лінія з 32 станцій та 43,2 км, повністю відкрити планують у 2023 році.
- Лінія 18 — повністю підземна швидкісна лінія (до 160км/г) з 9 станцій та 65,3 км, відкрити планують до кінця 2020 року.
- Лінія 21 — переважно підземна лінія з 20 станцій та 60,9 км, початкова дільниця з 9 станцій відкрита 28 грудня 2018 року.
- Лінія 22 — 7 станцій та 30,7 км

Також в місті затверджено будівництво ще декількох ліній.

## Галерея

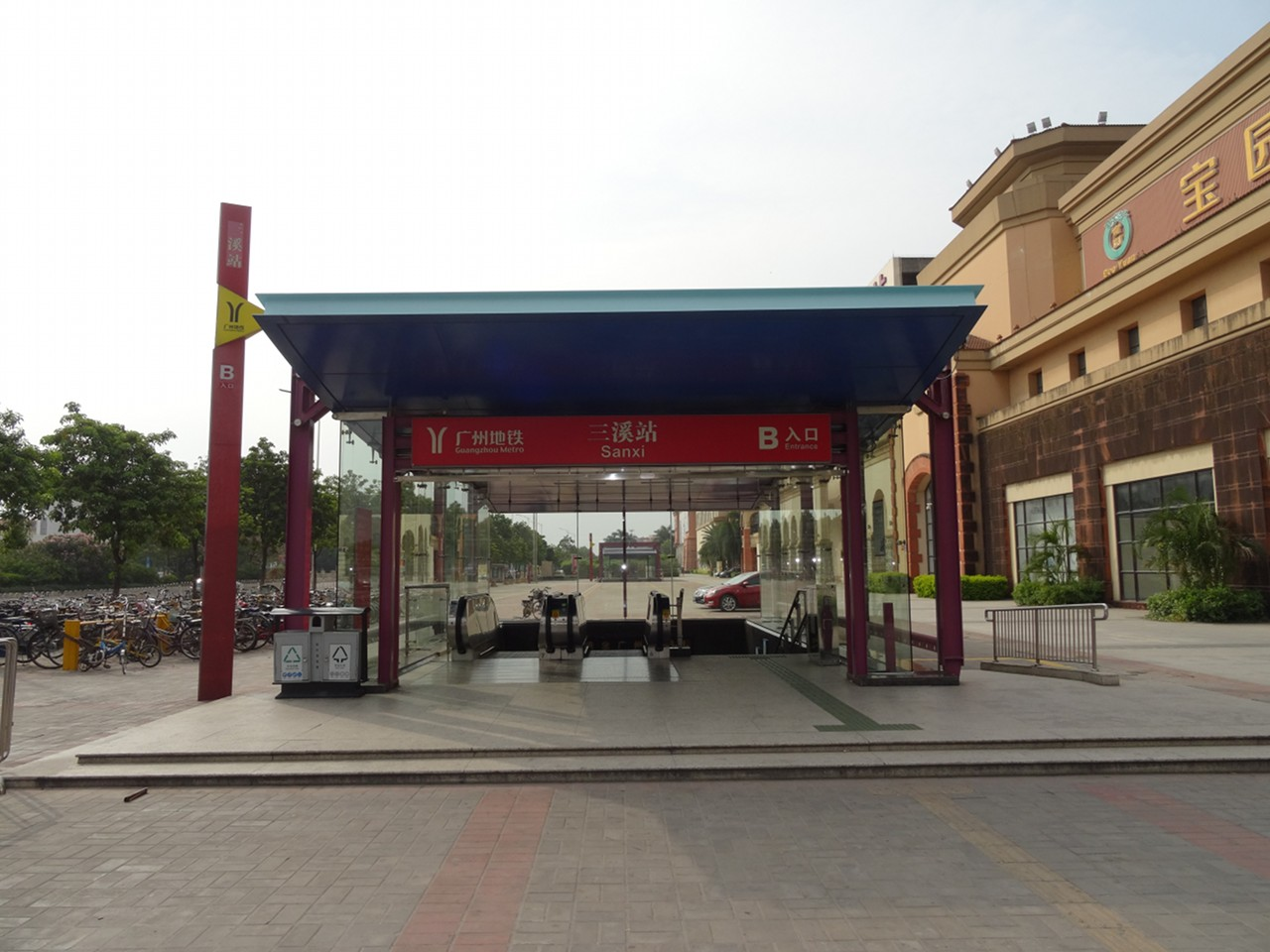
Вихід зі станції «Sanxi»
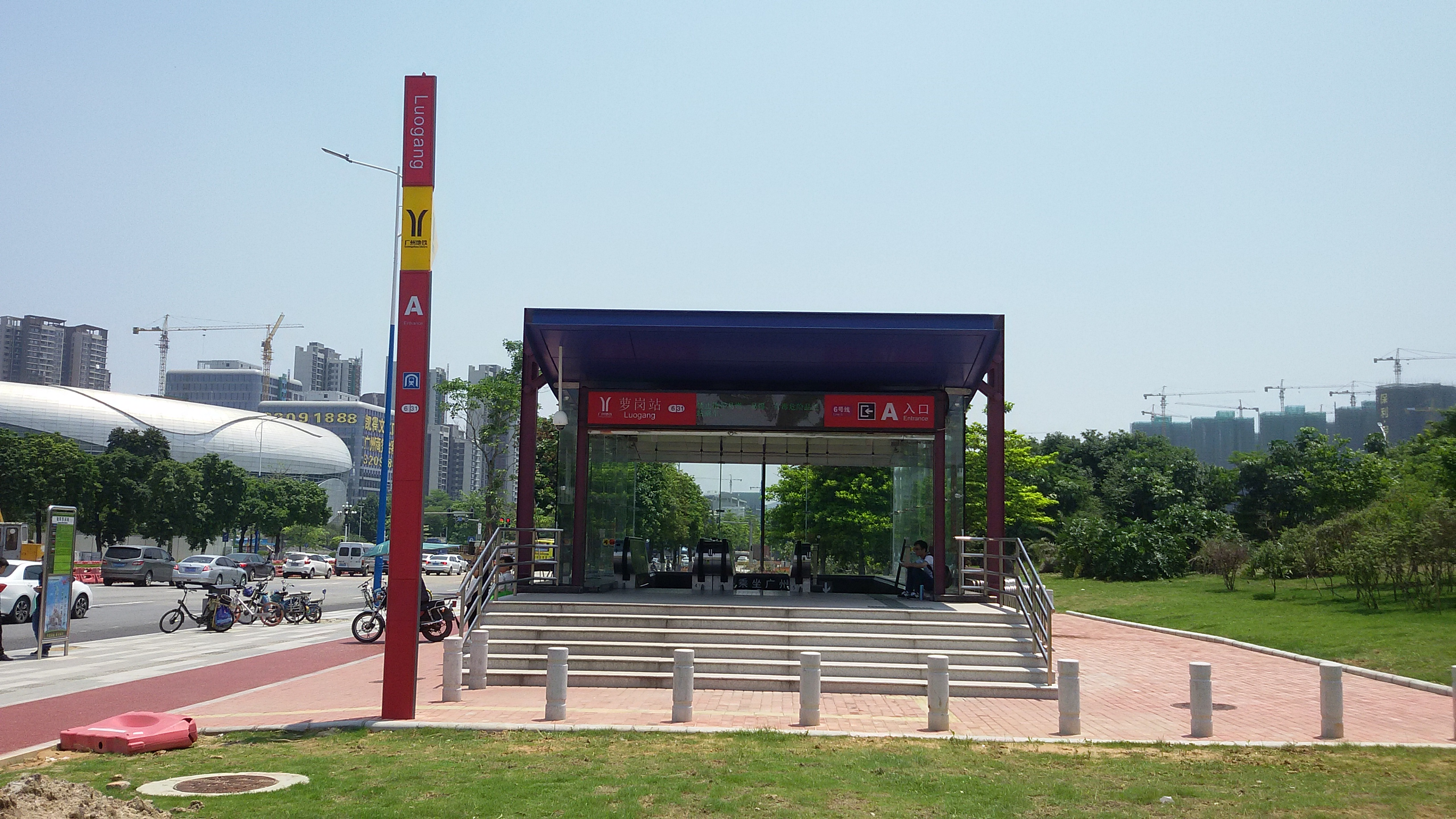
Вихід зі станції «Luogang», Лінія 6
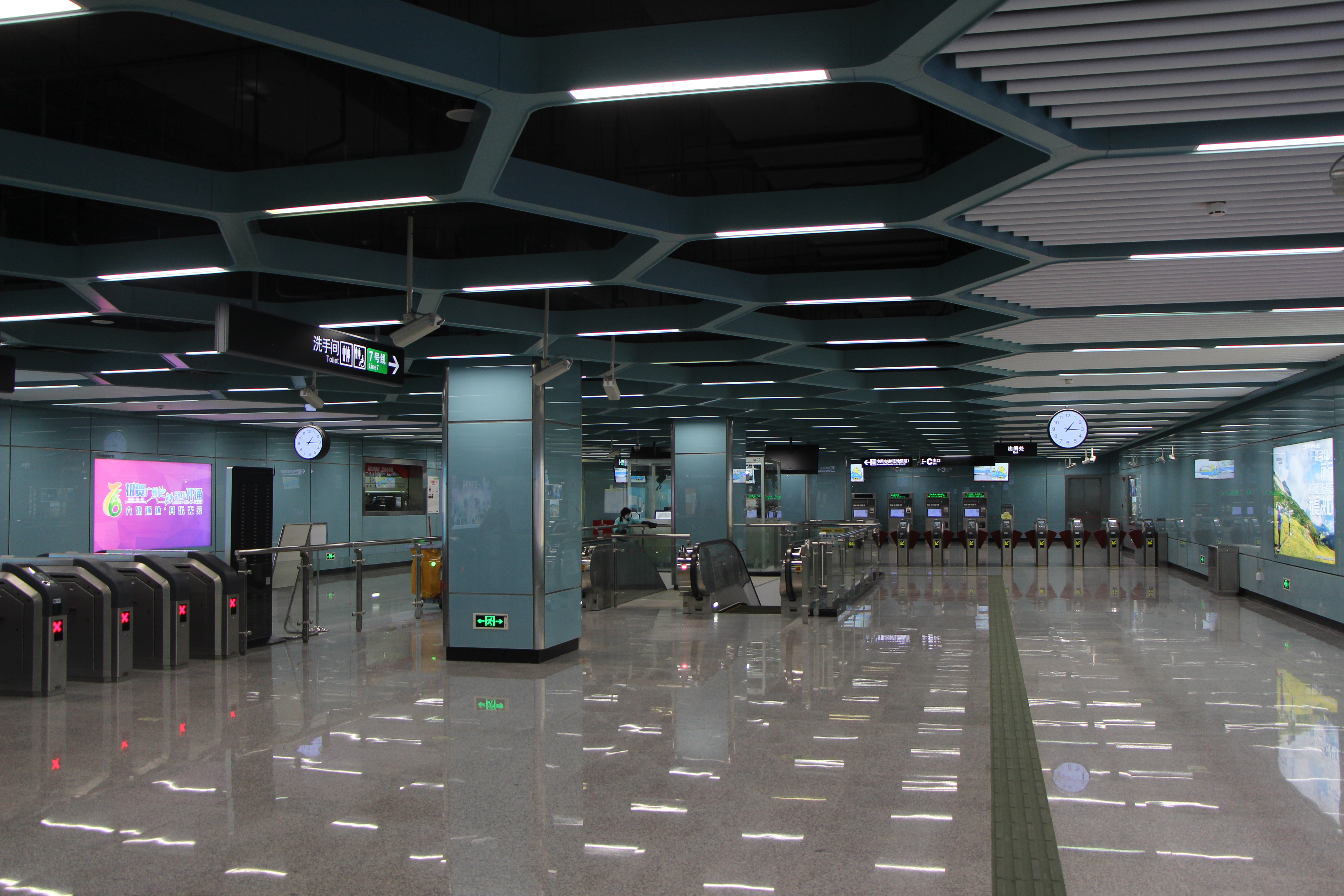
Вестибюль станції «Banqiao», Лінія 7
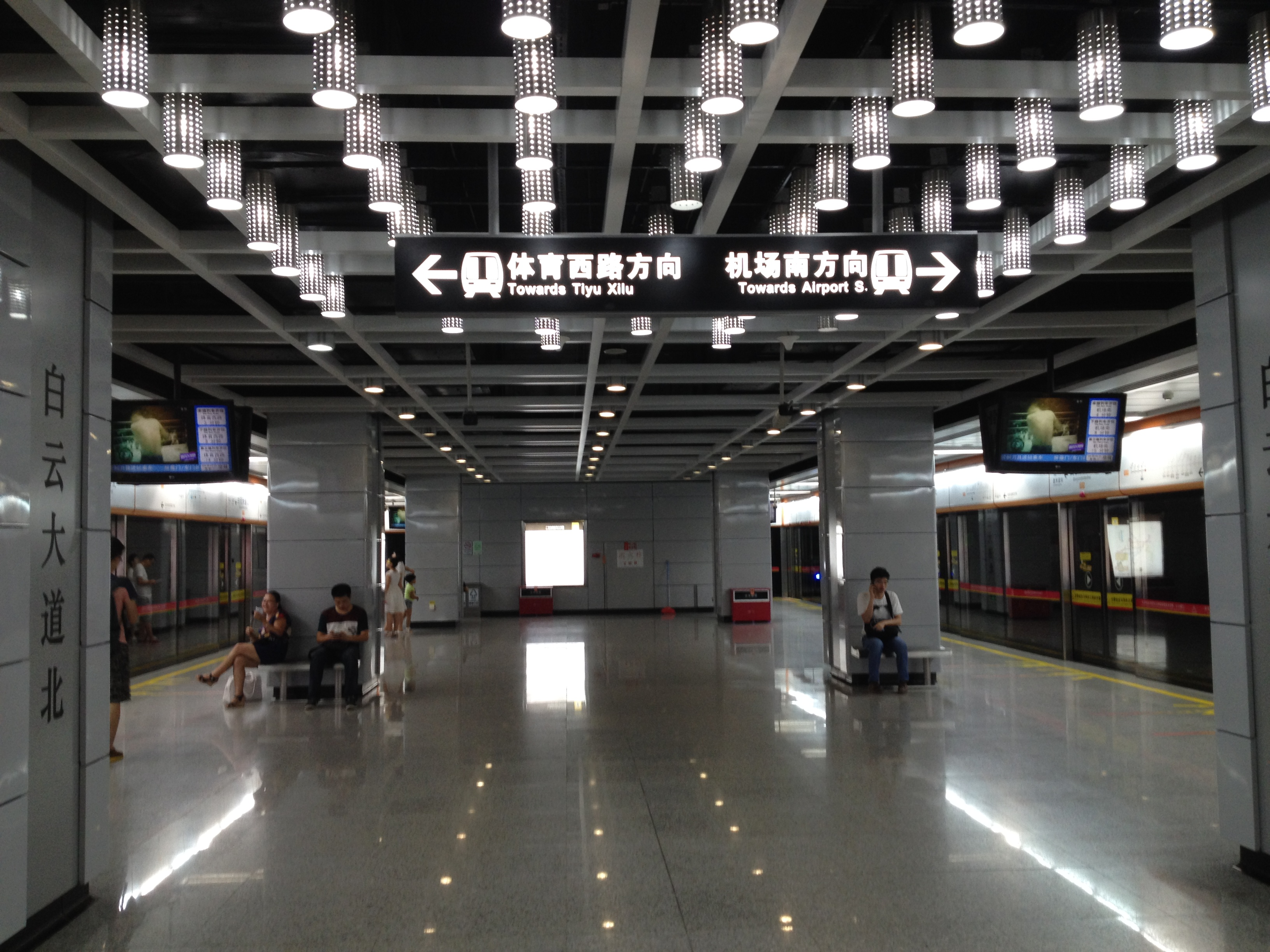
Платформа станції «Baiyundadaobei» Лінія 3
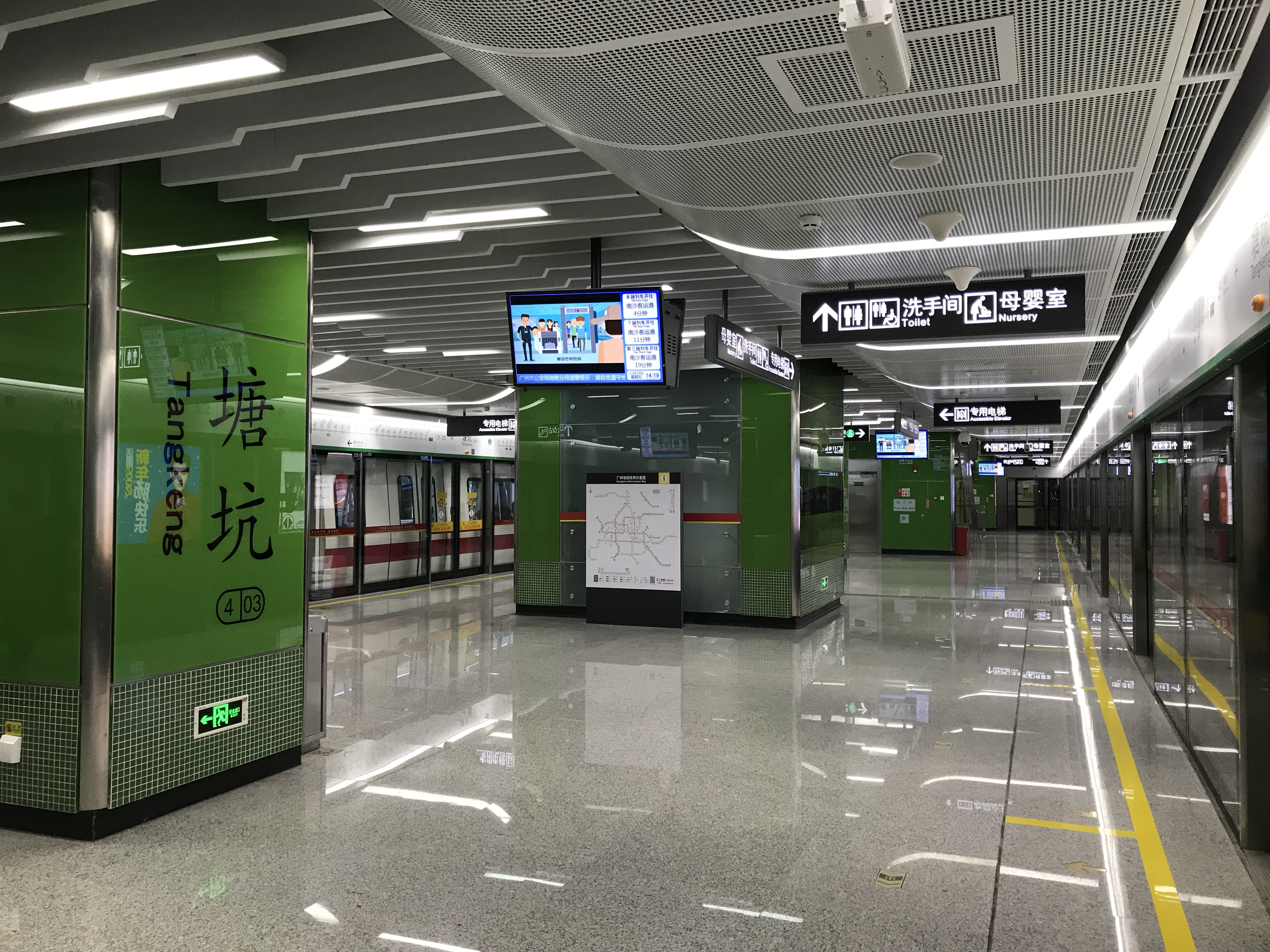
Платформа станції «Tangkeng», Лінія 4
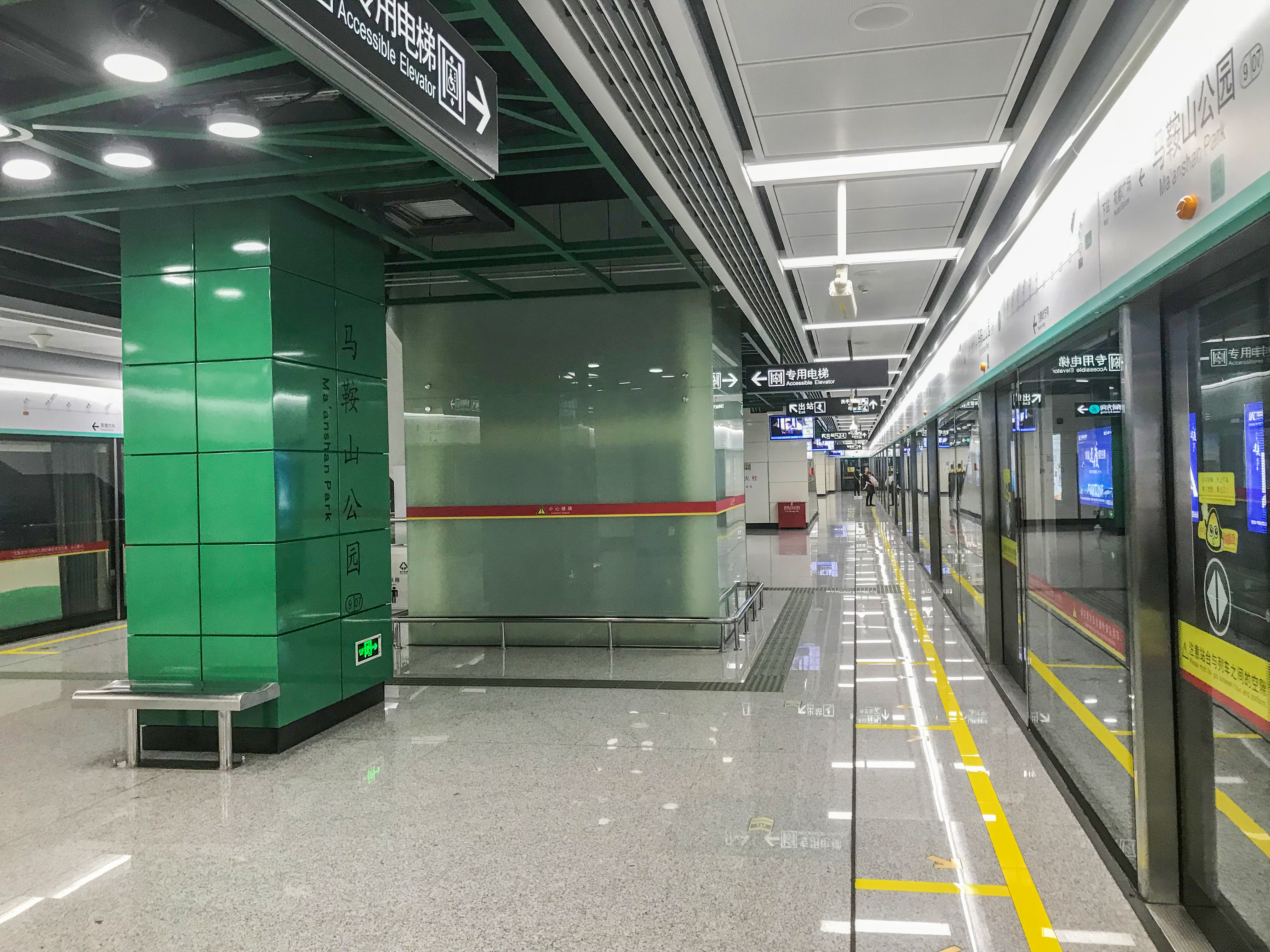
Платформа станції «Ma'anshan Park», Лінія 9
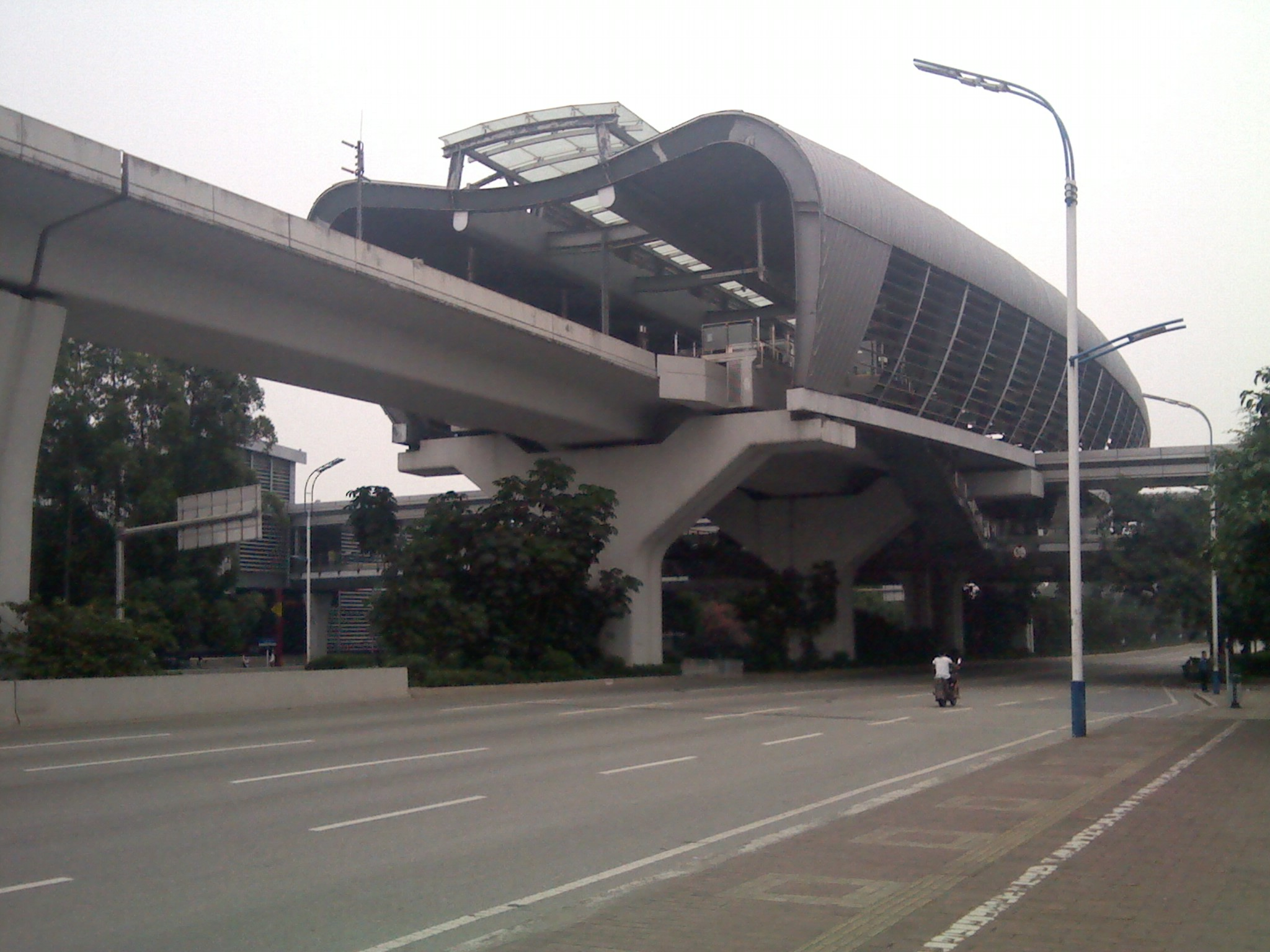
Естакадна станція «Huangge Auto Town», Лінія 4
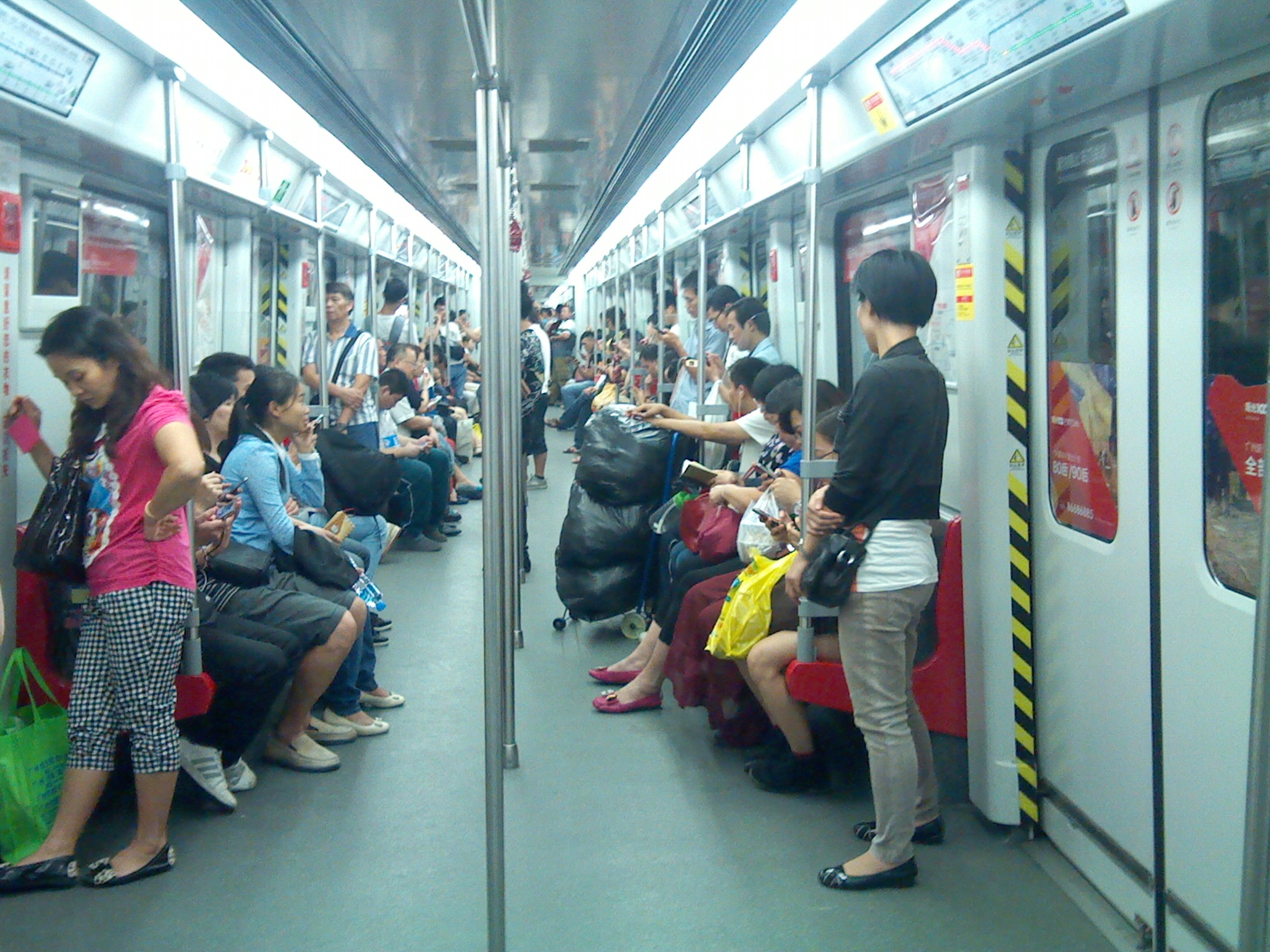
Всередині вагона, Лінія 2
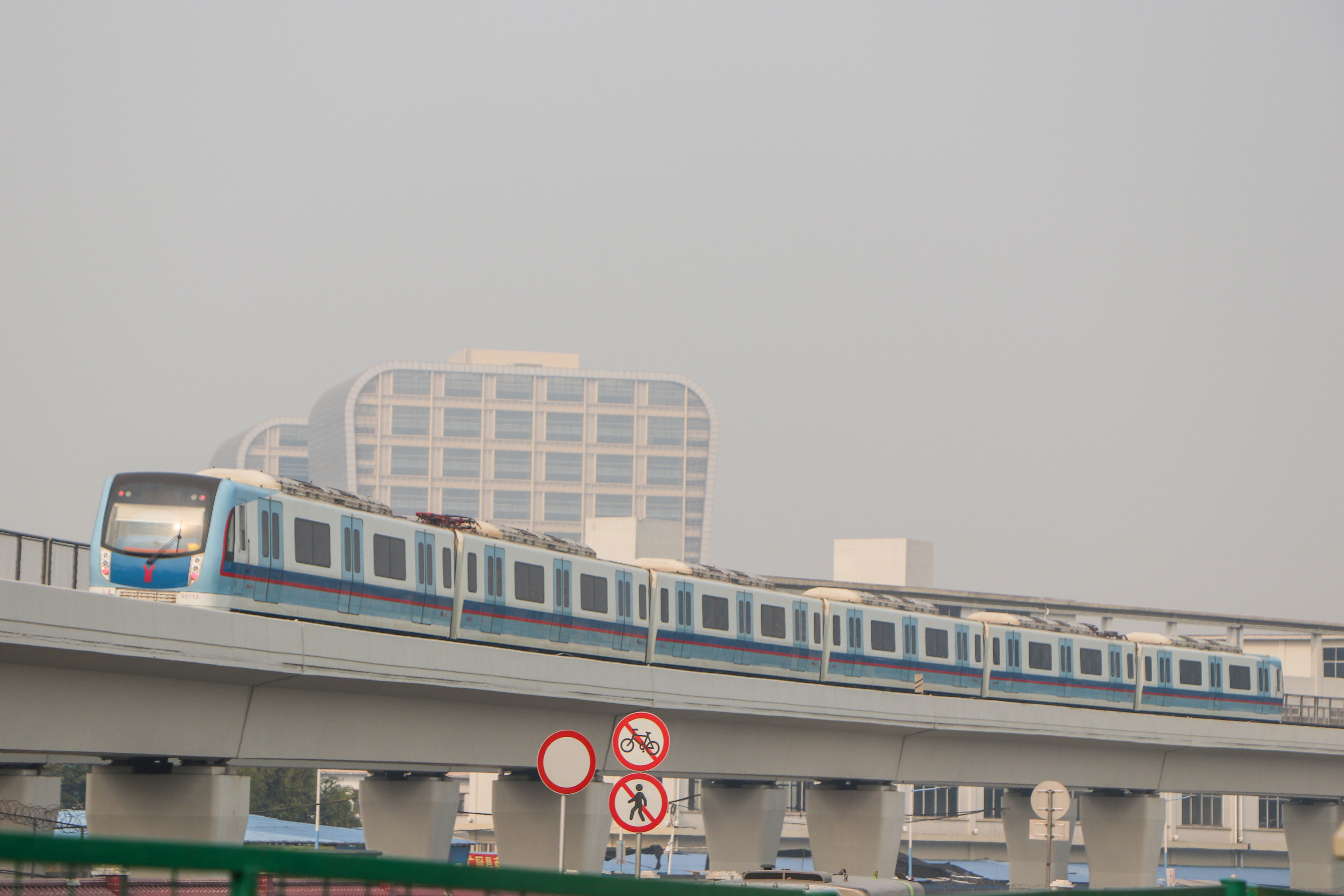
Потяг на естакадні ділянці біля станції «Tanwei», Лінія 5